# Papirus Edwina Smitha

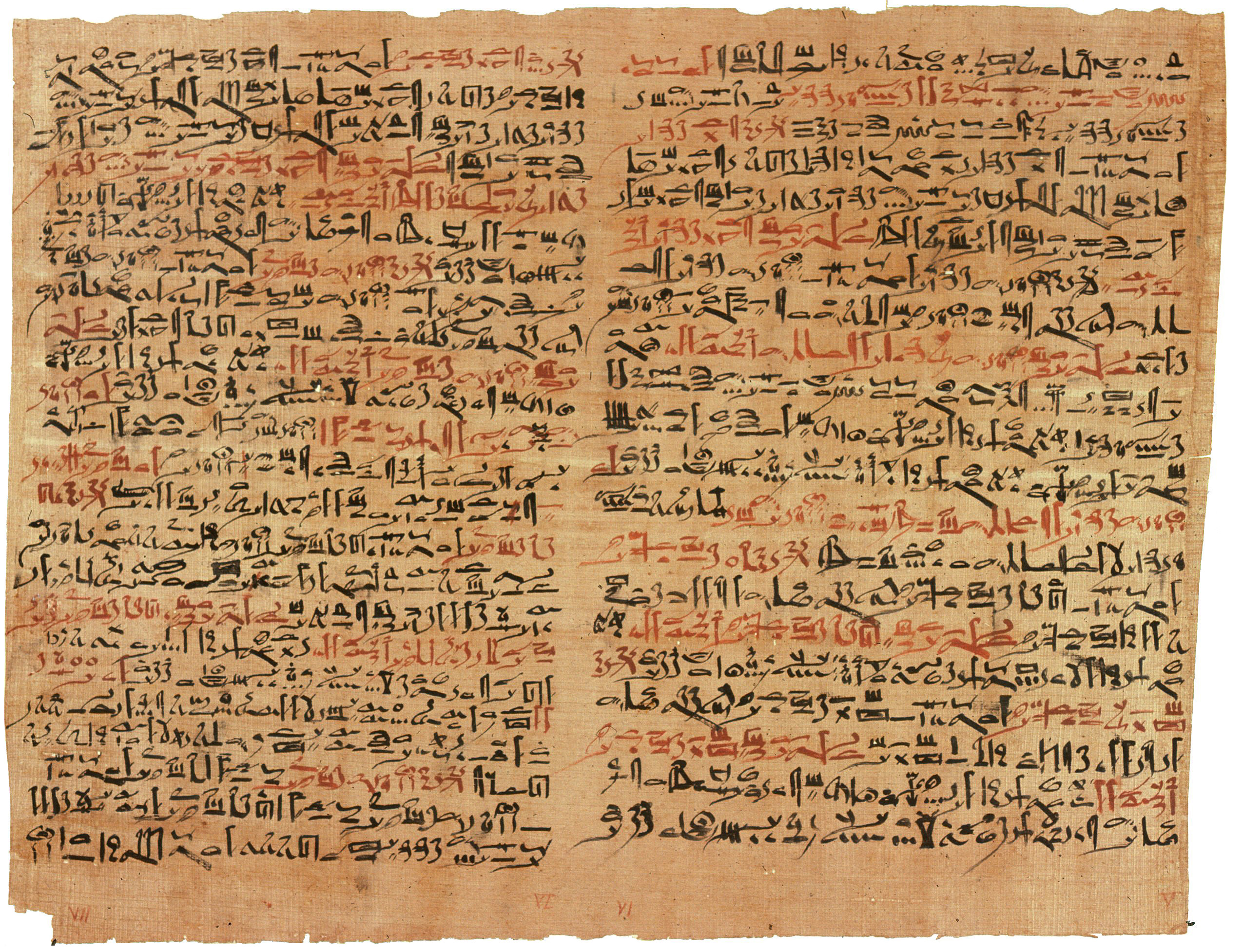
Karty VI i VII papirusu Edwina Smitha prezentowany jest na wystawie w sali rzadkich książek New York Academy of Medicine.

Papirus Edwina Smitha - staroegipski tekst medyczny, najstarszy znany traktat na temat chirurgii oraz leczenia urazów. Pismo będące prawdopodobnie podręcznikiem medycyny wojskowej opisuje 48 przypadków rozmaitych urazów, złamań, ran, i guzów. Dokument powstał za czasów XVI lub XVII dynastii, to jest ok. XVI-XVII wieku p.n.e. Jego nazwa pochodzi od nazwiska amerykańskiego egiptologa Edwina Smitha, który wszedł w jego posiadanie w 1862 roku.
Papirus Smitha jest jednym z zaledwie czterech staroegipskich traktatów medycznych zachowanych do naszych czasów. Inaczej niż w trzech pozostałych (szczególnie papirus Ebersa i tzw. londyński papirus medyczny), tekst stosuje racjonalne metody naukowe do wyjaśnienia opisywanych przypadków, niemal nie wspominając o magii.
Papirus Edwina Smitha ma formę zwoju o długości 4,68 m. Traktat pisany jest od prawej do lewej pismem hieratycznym, czyli formą kursywną egipskich hieroglifów, za pomocą czarnego i czerwonego tuszu. Recto papirusu zawiera 377 linii tekstu w 17 kolumnach, verso zawiera kolejne 92 linie w pięciu kolumnach. Do współczesności dzieło zachowało się w niemal nienaruszonym stanie, choć w XX wieku pocięto je na poszczególne stronice.

## Treść
Jeśli badasz człowieka ze złamaniem w jego żuchwie, powinieneś położyć na niej rękę. Jeśli zauważysz, że złamanie chrzęści pod twoimi palcami, powinieneś o nim powiedzieć: ten ma złamanie w żuchwie, nad którym wytworzyła się rana, (…) i ma od tego gorączkę. Tej dolegliwości nie należy leczyć.

Inaczej niż wiele późniejszych tekstów medycznych, papirus Edwina Smitha nie opisuje przepisów farmaceutycznych, a jedynie przypadki urazów, opisane w sposób systematyczny: każdy składa się z tytułu, opisu badania, diagnozy i leczenia. Autor zaczyna od urazów głowy i posuwa się w dół ciała, podobnie jak we współczesnych traktatach anatomicznych. Proponowane leczenie jest oparte na racjonalnych metodach naukowych, autor tylko w jednym przypadku ucieka się do magicznych formuł. Każdy przypadek podsumowany jest jednym z trzech werdyktów: rokowaniem pozytywnym, neutralnym lub orzeczeniem, że „tej dolegliwości nie należy leczyć”. Opisywanie urazów co do których autor ma pewność, że są nieuleczalne, jest ewenementem w starożytnej literaturze medycznej. W sumie w całym dziele pojawia się czternaście takich przypadków.
Papirus jest bezcennym źródłem wiedzy dla historyków medycyny, zawiera bowiem najwcześniejsze znane ludzkości opisy szwów czaszki, opon mózgowo-rdzeniowych, powierzchni mózgu, płynu mózgowo-rdzeniowego i ciśnienia wewnątrzczaszkowego. Opisuje również najwcześniejsze zastosowanie szycia ran oraz stosowania rozmaitych rodzajów opatrunków. Autor dostrzega również związek między uszkodzeniami mózgu i rdzenia kręgowego a zaburzeniami wielu innych narządów. Na przykład przypadek 31. zawiera opis tetraplegii, priapizmu, nietrzymania spermy i moczu wywołanych przez uraz w okolicy kręgów szyjnych.

## Historia manuskryptu
Zachowany do naszych czasów papirus jest kopią, prawdopodobnie łączącą w jedną całość oryginalny opis przypadków z ok. 2500–3000 roku p.n.e., oraz dodane kilkaset lat później komentarze w formie 69 glos. Sam papirus został skopiowany przez anonimowego skrybę za czasów XVI lub XVII dynastii, w tzw. drugim okresie przejściowym, to jest ok. XVI-XVII wieku p.n.e. Kopista pominął wstęp, a opisy przypadków urywają się w pół słowa w części poświęconej urazom kręgosłupa.
Manuskrypt został odnaleziony w XIX wieku przez rabusiów grobów, którzy w 1862 w Luksorze sprzedali jego większą część Edwinowi Smithowi, amerykańskiemu egiptologowi i antykwariuszowi. Po dwóch miesiącach ci sami rabusie sprzedali mu brakujące fragmenty przyklejone do fałszywego zwoju jako osobny papirus. Smith połączył oba fragmenty w jedną całość i podjął próbę tłumaczenia, jednak bezskuteczną.
W 1906 córka Smitha przekazała manuskrypt w darze Nowojorskiemu Towarzystwu Historycznemu, które w 1930 zleciło przetłumaczenie dzieła Jamesowi Breastedowi, dyrektorowi Instytutu Orientalistyki University of Chicago, który opublikował wyniki swoich prac jeszcze w tym samym roku.

## Źródła